# Cajetan Freund
Cajetan Freund (* 4. Juni 1873 in Prien; † Juli 1962 in München) war ein deutscher Journalist.

## Leben
Freund entstammte einer Bauernfamilie im Chiemgau. Er besuchte das humanistische Gymnasium in Rosenheim und Freising und studierte anschließend an der Universität München. Aber schon 1895 begann er seine journalistische Laufbahn in der Lokalredaktion  der Frankfurter Nachrichten. Zwei Jahre später ging er als politischer Redakteur zur deutschnational ausgerichteten  Augsburger Abendzeitung,  deren Chefredakteur er 1914 wurde. Im Verlauf des Ersten Weltkriegs radikalisierte er seinen zuvor eher nationalliberalen Nationalismus und wurde 1917 durch einen gemäßigteren Chefdeakteur abgelöst. 1918 wechselte Freund als unpolitischer Schriftleiter zur Münchener Zeitung.
Freund engagierte sich in diversen berufsständischen Organisationen. Er war ab 1915 Vorsitzender des Landesverbandes der Bayerischen Presse und ab 1926 im Vorstand des Reichsverbands der deutschen Presse, aus dem er im April 1933 ausschied. Freund begrüßte das nationalsozialistische Schriftleitergesetz und war während des Zweiten Weltkriegs stellvertretender Leiter des Informationsdienstes der Stadt München.

## Ehrungen
- 1953: Verdienstkreuz (Steckkreuz) der Bundesrepublik Deutschland
- 3. Juli 1959:  Bayerischer Verdienstorden Verdient um den Freistaat und das bayerische Volk sind jene 5943 Persönlichkeiten, die seit 1957 mit dem Bayerischen Verdienstorden ausgezeichnet wurden. Ihr Werden und Wirken dauerhaft zu dokumentieren, ist das Ziel. Dass es Beispiel geben mag für uns und die, die nach uns kommen. Haltet das Bild der Würdigen fest!